# 美しき野獣 (2006年の映画)
『美しき野獣』（うつくしきやじゅう、朝: 야수、英:  Running Wild）は、2006年に公開された韓国映画。

## あらすじ
凶悪犯罪捜査班の刑事チャン・ドヨンと、ソウル中央地検の検事オ・ジヌは、偶然から知り合い、それぞれが追う事件が、ユ・カンジンの率いる巨大組織に繋がっていることを知る。

## キャスト
日本語吹替はDVD版
- クォン・サンウ - 刑事チャン・ドヨン（장도영）（真殿光昭）
- ユ・ジテ - 検事オ・ジヌ（오진우）（内田夕夜）
- ソン・ビョンホ（朝鮮語版） - ユ・カンジン（유강진）（納谷六朗）
- イ・ジュシル（朝鮮語版） - ドヨンの母
- カン・ソンジン（朝鮮語版） - チョ・ヨンチョル（조영철）
- チョン・ウォンジュン（朝鮮語版） - 部長検事
- キム・ユンソク - ジュ・ヒョンテ（주현태）
- アン・ギルカン（朝鮮語版） - ヤン・ギテク（양기택）
- イ・ハヌィ - パン係長（방계장）
- カン・スンウォン（朝鮮語版） - ホン・ジェグン（홍재근）
- チェ・リョン（朝鮮語版） - ペ・グァンチュン（배광춘）
- ムン・ジョンヒ（朝鮮語版） - ユン・ジョンミン（윤정민）
- イ・ジュンムン - イ・ドンジク（이동직）
- チョ・ジヌン - 九龍組 チョ・ジクォン（구룡파 조직원）
- オム・ジウォン - カン・ジュヒ（강주희）（特別出演）（佐古真弓）
- チェ・ドクムン（朝鮮語版） - パク検事（박 검사）（特別出演）
- チョ・ソンハ  - 裁判判事（特別出演）

## リリース
本作は、地元の大韓民国では、2006年1月12日に公開され、封切り後最初の週末の興行成績は、389,370人の入場者を得て第2位にランクされた。遂には韓国全土で 、1,016,152人の入場者があり、2006年2月5日時点の興行収入は、US$6,245,863 となっていた。